# U-41 (1939)
U-41 — большая океанская немецкая подводная лодка типа IX-A, времён Второй мировой войны. Заказ на постройку был отдан 21 ноября 1936 года. Лодка была заложена на верфи судостроительной компании «АГ Везер» в Бремене 27 ноября 1937 год под заводским номером 946. Спущена на воду 28 января 1939 года. 22 апреля 1939 года принята на вооружение и под командованием обер-лейтенанта Густава-Адольфа Муглера вошла в состав 6-й флотилии.

## История службы
Совершила 3 боевых похода, потопила 5 судов (22 815 брт), захватила 2 судна (2 073 брт) и повредила 1 судно (8 096 брт). Потоплена 5 февраля 1940 года у побережья Ирландии английским миноносцем, погибло 48 человек.

### 1-й поход
19 августа 1939 года, перед началом Второй мировой войны U-41 вышла в поход из Вильгельмсхафена. В своё первое дежурство она должна была должна была обойти Британские острова через Северное море и добраться до берегов Португалии. За время этого похода были захвачены два финских грузовых судна.
16 сентября 1939 года в 05:05 U-41 остановила SS Vega и высадила на борт призовую команду (обер-лейтенанта Хармса и двоих матросов), после чего судно было направлено в Вильгельмсхафен. В 06:30 было так же остановлено судно SS Suomen Poika, после чего ему было приказано следовать за первым финским судном. Причиной их захвата стало обвинение в контрабанде грузов в Британию. 18 сентября в 11:30 оба судна прибыли в Куксхафен. 4 октября, после разгрузки, SS Vega было отпущено, а два дня спустя, после изъятия части груза, так же было отпущено и SS Suomen Poika.
17 сентября 1939 года U-41 вернулась в Вильгельмсхафен.

### 2-й поход
7 ноября 1939 года U-41 под командованием Муглера вновь вышла из Вильгельмсхафена.
12 ноября в 07:00 субмарина остановила артогнём британский траулер Cresswell, заподозрив в нём корабль-обманку. Команде было приказано покинуть судно, после чего оно было расстреляно и потоплено, а 8 выживших членов экипажа (из 13 на борту) были подняты на борт субмарины. Позже один из них скончался от ран и был похоронен в море. Спасенные члены экипажа были вынуждены наблюдать вторую атаку субмарины. Ещё через несколько часов U-41 остановила другое судно и выгрузила ему на борт спасенную команду.
В тот же день в 09:55 к северо-западу от Батт-оф-Льюис был торпедирован норвежский танкер Arne Kjøde. Торпеда попала ровно посередине судна, после чего оно раскололось на две половины. Команда покинула танкер на двух шлюпках, однако в связи с тяжелыми погодными условиями вскоре потеряли контакт друг с другом. 22 члена экипажа из первой шлюпки были спасены британским траулером Night Hawk и 14 ноября высажены на берег в Сторновейе. Судьба обитателей второй шлюпки не столь завидна - она перевернулась, и капитан и три матроса утонули. Однако в тот же день выжившие были обнаружены и подобраны HMS Isis. Вечером эсминец обнаружил что кормовая часть Arne Kjøde всё ещё на плаву, и взял её на буксир. Однако трос не выдержал и оборвался. На помощь прибыло сетеукладочное судно HMS Guardian, однако усилившийся шторм вынудил затопить обломки артогнём в точке 59°20′ с. ш. 07°12′ з. д.. Носовая часть была также затоплена HMS Chitral в точке 59°06′ с. ш. 06°55′ з. д.
16 ноября 1939 года лодка обнаружила конвой SL-7, однако и сама не смогла избежать обнаружения. В результате суда эскорта начали 20-часовую охоту на субмарину, пытаясь попасть по ней глубинными бомбами. Однако результата не добились, и U-41 пережила этот момент.
18 ноября в 17:16 U-41 обнаружила одинокое грузовое судно SS Darino к западу от мыса Ортегаль и в 19:02 в надводном положении выпустила по нему торпеду и не попала. После атаки субмарина погрузилась, но случайно "провалилась" до 123м, прежде чем вновь всплыла и начала 4-часовое преследование. 19 ноября в 00:43 и 01:15  она вновь промахнулась двумя торпедами. В 01:50 ей, наконец, удалось попасть четвёртой торпедой, после чего судно практически моментально затонуло. Капитан и 15 членов экипажа погибли, а 11 выживших в 02:00 были подобраны немцами и, десятью часами позже, переданы на итальянский пароход SS Caterina Gerolimich, который в тот же день благополучно доставил их в Дувр.
Последним потопленным в этом походе судном стал французский траулер Les Barges II. 21 ноября в 12:50 он был остановлен артогнём и, после того как команде было приказано покинуть судно, потоплен 6 выстрелами из пушки (по другим данным торпедой). Позже в этот день субмарина остановила ещё 17 траулеров в Бискайском заливе, но они все оказались нейтральными испанцами.
7 декабря 1939 года U-41 вернулась в порт.

### 3-й поход
23 января 1940 года U-41 совершила небольшой переход из Вильгельмсхафен в Гельголанд.
27 января 1940 года, пробыв в порту Гельголанд буквально пару дней, вышла в свой третий и последний поход под командованием все того же Муглера.
5 февраля субмарина атаковала датский танкер Ceronia в точке 49°14′ с. ш. 08°34′ з. д., однако смогла лишь повредить его торпедным попаданием. Танкер после этого смог своим ходом добраться до Роттердама, а U-41 занялась конвоем OA-84. В 13:10 Муглер торпедировал и потопил грузовое судно Beaverburn.

### Судьба
После атаки на Beaverburn, лодка была контратакована судном эскорта HMS Antelope в точке 49°20′ с. ш. 20°04′ з. д. глубинными бомбами. В отличие от атаки в предыдущем походе, эта была более успешной и лодка была потоплена, унеся с собой жизни всех 49 членов экипажа.

## Командиры
- 22 апреля 1939 года — 5 февраля 1940 года — обер-лейтенант (с 1 октября 1939 года капитан-лейтенант) Густав-Адольф Муглер (нем. Oberleutnant Gustav-Adolf Mugler)

## Флотилии
- 22 апреля 1939 года — 31 декабря 1939 года - 6-я флотилия
- 1 января 1940 года — 5 февраля 1940 года - 2-я флотилия

## Потопленные суда
| Дата            | Тип            | Принадлежность | Дата                  | Тоннаж (БРТ) | Груз                                                      | Судьба                            | Место                     |
| SS Vega         | грузовое судно | Финляндия      | 16 сентября 1939 года | 974          | 600т генерального груза - целлюлоза, лес, фанера и бумага | захвачен                          | 58°00′ с. ш. 4°00′ в. д.  |
| SS Suomen Poika | грузовое судно | Финляндия      | 16 сентября 1939 года | 1 099        | генеральный груз и целлюлоза                              | захвачен                          | 58°00′ с. ш. 4°00′ в. д.  |
| Cresswell       | траулер        | Великобритания | 12 ноября 1939 года   | 275          | рыба                                                      | потоплен                          | 58°39′ с. ш. 07°36′ з. д. |
| SS Arne Kjøde   | танкер         | Норвегия       | 12 ноября 1939 года   | 11 019       | газойль                                                   | потоплен по ошибке                | 58°51′ с. ш. 8°07′ з. д.  |
| SS Darino       | грузовое судно | Великобритания | 19 ноября 1939 года   | 1 351        | 1600т генерального груза - портвейн, сардины, руда олова  | потоплен                          | 44°12′ с. ш. 11°07′ з. д. |
| Les Barges II   | траулер        | Франция        | 21 ноября 1939 года   | 296          | ?                                                         | потоплен                          | 45°35′ с. ш. 3°22′ з. д.  |
| SS Ceronia      | танкер         | Нидерланды     | 5 февраля 1940 года   | 8 096        | ?                                                         | торпедирован по ошибке, поврежден | 49°14′ с. ш. 8°34′ з. д.  |
| SS Beaverburn   | грузовое судно | Великобритания | 5 февраля 1940 года   | 9 874        | генеральный груз                                          | потоплен                          | 49°20′ с. ш. 10°07′ з. д. |